# Montaña Clara
Montaña Clara ist eine kleine, unbewohnte Felseninsel der politisch zu Spanien gehörenden Kanarischen Inseln im Atlantischen Ozean. Sie gehört zum Chinijo-Archipel nördlich vor Lanzarote und wird dort von der Gemeinde Teguise verwaltet.

## Geografie
Vom Strand Las Conchas auf der nördlich vor Lanzarote gelegenen Insel La Graciosa aus bietet sich der Blick zur 1,65 Kilometer westlich von hier gelegenen, unbewohnten Felsinsel Montaña Clara. Sie ragt 256 Meter über den Meeresspiegel und hat eine Fläche von 1,48 Quadratkilometern. Montaña Clara besteht aus dem Krater eines Tuffkegels, der zum Norden hin im Meer versunken ist.

## Naturschutz

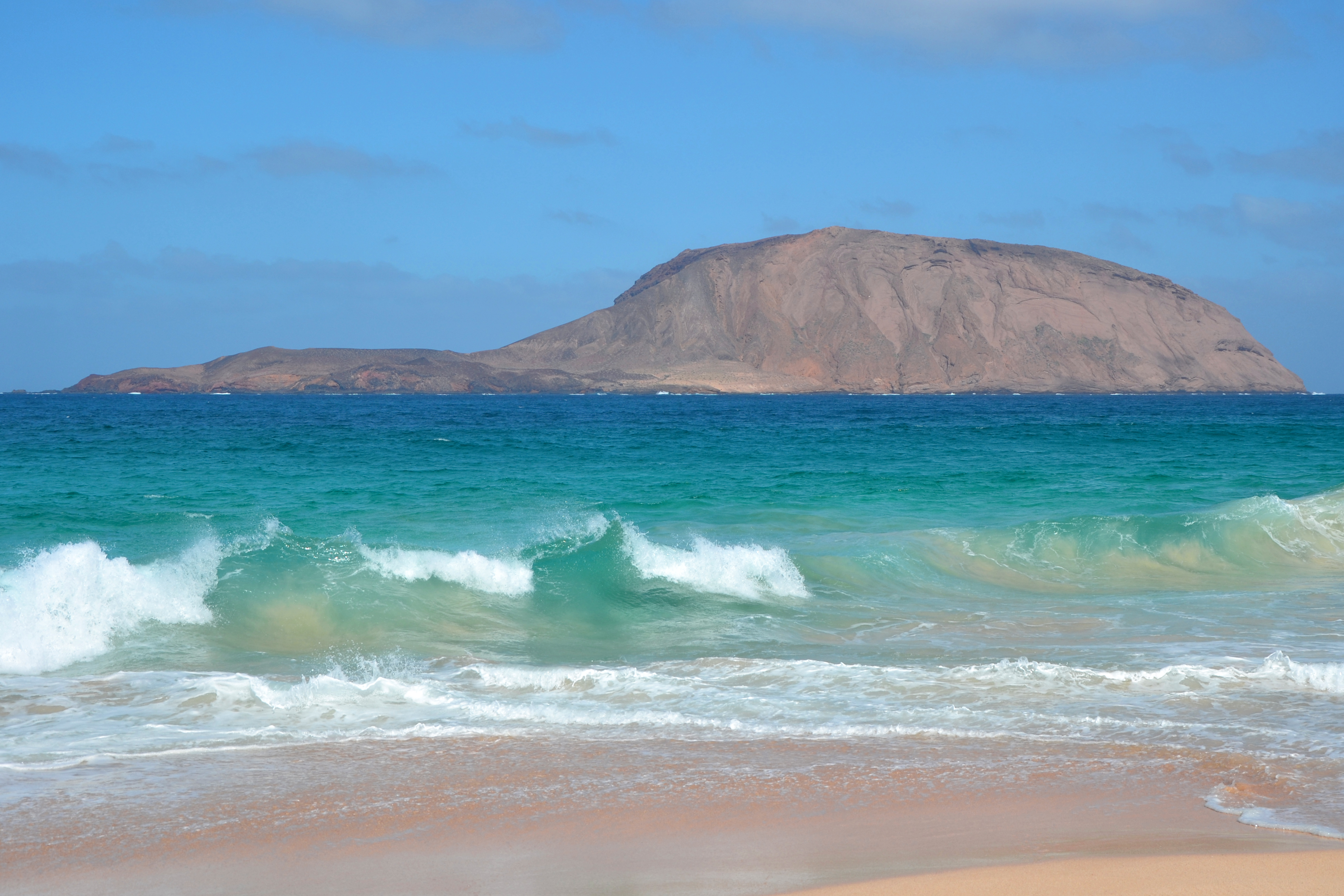
Montaña Clara von La Graciosa gesehen

Montaña Clara gehört, wie der gesamte Chinijo-Archipel, seit Mai 1986 zum Naturschutzgebiet mit dem Namen Parque Natural del Archipiélago Chinijo. Innerhalb dieses Naturparks ist die Insel, mit den Nachbarinseln Roque del Oeste und Roque del Este, seit 1994 als Reserva Natural Integral de los Islotes besonders geschützt.
Der Schutz dieser Zone ist strenger als in dem restlichen Naturpark, das Betreten von Montaña Clara ist streng verboten. Montaña Clara befindet sich großenteils in Privatbesitz und wird seit 2007 durch eine Immobilienfirma für neun Millionen Euro zum Verkauf angeboten. Als Käufer kommt keine Privatperson in Frage, denn der spanische Ministerrat hat im September 2007 die Gemeinnützigkeit der Inseln Montaña Clara und Alegranza, die ebenfalls zum Verkauf steht, erklärt. Es gab bereits Verhandlungen mit dem spanischen Staat, um die Insel in seine Schutzgebiete einzureihen. 2008 wurde der 20 Meter breite  Küstenschutzstreifen der Insel, der der Öffentlichkeit gehört, von der Küstenschutzbehörde Costas auf 100 Meter verbreitert, da es das Küstenschutzgesetz bereits seit 1988 so vorsieht. Damit verringerte sich die privat zu veräußernde Fläche deutlich.
Montaña Clara ist unter anderem Zufluchtsort und Brutgebiet für Seevögel sowie Lebensraum der Kanaren-Spitzmaus (Crocidura canariensis), die 1987 als eigene Art beschrieben wurde. Die im 16. Jahrhundert, wie auf den anderen Inseln, eingeführten Kaninchen wurden aus Gründen des Naturschutzes auf Montaña Clara ausgerottet. Die Flora der Insel besitzt einige endemische Arten.

## Eigentumsverhältnisse
Montaña Clara ist Eigentum der Erben von Mariano López Socas, der die Insel 1957 kaufte. Er war später Bürgermeister der lanzarotischen Gemeinde Haría. Im August 2007 wurde auf einer Auktion für die Insel ein Anfangspreis von neun Millionen Euro festgesetzt. Verhandlungen über die Übernahme der Insel durch den Staat blieben erfolglos. Am 29. August 2007 wurde bekannt, dass die Inselregierung versuchen werde, die Insel zu enteignen, wenn es zu keiner gütlichen Einigung mit dem Eigentümer komme. Nur der spanische Staat kommt als Käufer in Frage, um die Inseln in seine Schutzgebiete einzureihen, denn 2007 hat der spanische Ministerrat die Gemeinnützigkeit der Inseln Montaña Clara und Alegranza, die ebenfalls in Privateigentum ist, erklärt.
Seit 2008 gehören die ersten 100 Meter über der Hochwasserlinie zum öffentlichen Eigentum, als der bisherige, 20 Meter breite Küstenschutzstreifen, den das Küstenschutzgesetz bereits seit 1988 so vorsieht, von der Küstenschutzbehörde COSTAS verbreitert wurde. Damit verringerte sich die privat zu veräußernde Fläche deutlich.